# Rückers (Hünfeld)
Rückers ist ein Stadtteil von Hünfeld im osthessischen Landkreis Fulda.

## Geographie

### Geographische Lage
Rückers liegt im Norden des Landkreises Fulda, etwa vier Kilometer südlich der Stadt Hünfeld. Das Dorf liegt am linken Ufer der Haune. Das bebaute Gebiet reicht von 270 m ü. NN, südlich vom Ortskern, an der Bundesstraße 27 und steigt bis auf etwa 280 m ü. NN an den nordöstlichen Hängen der Hummelskuppe (396 m ü. NN) an. Der höchste Punkt in der Ortsteilgemarkung ist die Praforstkuppe (372 m ü. NN). Der niedrigste Punkt liegt an der Mündung vom Bach Ahlerts in die Haune (255 m ü. NN).
Jenseits der Haune, östlich vom geschlossenen Ortskern, befinden sich die einzeln stehenden Höfe Kirnhof und Wiesenhof. Westlich befinden sich die Höfe Unter-, Mittel- und Oberleimbachshof. Noch weiter im Westen, nur etwa 1 Kilometer nordöstlich der Praforstkuppe, befindet sich ein Golfclub sowie ein Campingplatz.

### Nachbarorte
Rückers grenzt im Norden an den Ort Sargenzell, im Osten an den Ort Nüst, im Süden an den Ort Dammersbach, im Südwesten an die Orte Marbach und Michelsrombach und im Westen an die Orte Oberfeld und Rudolphshan.

## Geschichte

### Ortsgeschichte
Die älteste bekannte schriftliche Erwähnung von Rückers erfolgte unter dem Namen Riggozes im Jahr 1158 im Codex Eberhardi, einem Güterverzeichnis des Reichsklosters Fulda.
Die Grundherrschaft gehörte dem Kloster Fulda. 1656 wird eine Kapelle mit dem Patrozinium St. Anna erwähnt. Zu diesem Zeitpunkt zählte das Dorf zur Pfarrei Hünfeld. 1787 zählte es noch zur Fürstabtei Fulda, Oberamt Mackenzell. 1812 war es Tochterkirche von Marbach. Mit der Säkularisation im Jahre 1803 wird das Kloster Fulda aufgelöst. Von da an wechselt die politische Zuordnung. 1851: Kurfürstentum Hessen, im Landkreis Hünfeld. 1972: Landkreis Fulda.
Hessische Gebietsreform (1970–1977)
Zum 1. Februar 1971 wurde die bis dahin selbständige Gemeinde Rückers im Zuge der Gebietsreform in Hessen auf freiwilliger Basis in die Stadt Hünfeld eingemeindet.
Für Rückers wurde, wie für die übrigen bei der Gebietsreform nach Hünfeld eingegliederten Gemeinden, ein Ortsbezirk gebildet.

### Verwaltungsgeschichte im Überblick
Die folgende Liste zeigt die Staaten und Verwaltungseinheiten, denen Rückers angehört(e):
- vor 1803: Heiliges Römisches Reich, Hochstift Fulda, Amt/ Oberamt Mackenzell
- 1803–1806: Heiliges Römisches Reich, Fürstentum Nassau-Oranien-Fulda, Fürstentum Fulda, Amt Hünfeld
- 1806–1810: Kaiserreich Frankreich, Fürstentum Fulda (Militärverwaltung)
- 1810–1813: Großherzogtum Frankfurt, Departement Fulda, Distrikt Hünfeld
- ab 1816: Kurfürstentum Hessen, Großherzogtum Fulda, Amt Hünfeld
- ab 1821/22: Kurfürstentum Hessen, Provinz Fulda, Kreis Hünfeld[8][Anm. 2]
- ab 1848: Kurfürstentum Hessen, Bezirk Fulda
- ab 1851: Kurfürstentum Hessen, Provinz Fulda, Kreis Hünfeld
- ab 1867: Norddeutscher Bund[Anm. 3], Königreich Preußen, Provinz Hessen-Nassau, Regierungsbezirk Kassel, Kreis Hünfeld
- ab 1871: Deutsches Reich, Königreich Preußen, Provinz Hessen-Nassau, Regierungsbezirk Kassel, Kreis Hünfeld
- ab 1918: Deutsches Reich, Freistaat Preußen, Provinz Hessen-Nassau, Regierungsbezirk Kassel, Kreis Hünfeld
- ab 1944: Deutsches Reich, Freistaat Preußen, Provinz Kurhessen, Landkreis Hünfeld
- ab 1945: Amerikanische Besatzungszone, Groß-Hessen, Regierungsbezirk Kassel, Landkreis Hünfeld
- ab 1946: Amerikanische Besatzungszone, Hessen, Regierungsbezirk Kassel, Landkreis Hünfeld
- ab 1949: Bundesrepublik Deutschland, Hessen, Regierungsbezirk Kassel, Landkreis Hünfeld
- ab 1971: Bundesrepublik Deutschland, Hessen, Regierungsbezirk Kassel, Landkreis Hünfeld, Stadt Hünfeld[Anm. 4]
- ab 1972: Bundesrepublik Deutschland, Hessen, Regierungsbezirk Kassel, Landkreis Fulda, Stadt Hünfeld

### Bevölkerung
Einwohnerentwicklung
- 1812: 54 Feuerstellen, 204 Seelen[1]

| Rückers: Einwohnerzahlen von 1812 bis 2015 | Rückers: Einwohnerzahlen von 1812 bis 2015 | Rückers: Einwohnerzahlen von 1812 bis 2015 | Rückers: Einwohnerzahlen von 1812 bis 2015 | Rückers: Einwohnerzahlen von 1812 bis 2015 |
| --- | ------------------------------------------ | ------------------------------------------ | ------------------------------------------ | ------------------------------------------ |
| Jahr |                                            |                                            |                                            | Einwohner                                  |
| 1812 | 1812                                       |                                            | 204                                        | 204                                        |
| 1834 | 1834                                       |                                            | 361                                        | 361                                        |
| 1840 | 1840                                       |                                            | 300                                        | 300                                        |
| 1846 | 1846                                       |                                            | 355                                        | 355                                        |
| 1852 | 1852                                       |                                            | 372                                        | 372                                        |
| 1858 | 1858                                       |                                            | 321                                        | 321                                        |
| 1864 | 1864                                       |                                            | 412                                        | 412                                        |
| 1871 | 1871                                       |                                            | 279                                        | 279                                        |
| 1875 | 1875                                       |                                            | 297                                        | 297                                        |
| 1885 | 1885                                       |                                            | 280                                        | 280                                        |
| 1895 | 1895                                       |                                            | 285                                        | 285                                        |
| 1905 | 1905                                       |                                            | 298                                        | 298                                        |
| 1910 | 1910                                       |                                            | 276                                        | 276                                        |
| 1925 | 1925                                       |                                            | 294                                        | 294                                        |
| 1939 | 1939                                       |                                            | 254                                        | 254                                        |
| 1946 | 1946                                       |                                            | 439                                        | 439                                        |
| 1950 | 1950                                       |                                            | 446                                        | 446                                        |
| 1956 | 1956                                       |                                            | 376                                        | 376                                        |
| 1961 | 1961                                       |                                            | 352                                        | 352                                        |
| 1967 | 1967                                       |                                            | 338                                        | 338                                        |
| 1970 | 1970                                       |                                            | 345                                        | 345                                        |
| 1980 | 1980                                       |                                            | ?                                          | ?                                          |
| 1990 | 1990                                       |                                            | ?                                          | ?                                          |
| 2000 | 2000                                       |                                            | ?                                          | ?                                          |
| 2011 | 2011                                       |                                            | 459                                        | 459                                        |
| 2015 | 2015                                       |                                            | 420                                        | 420                                        |
| Datenquelle: Historisches Gemeindeverzeichnis für Hessen: Die Bevölkerung der Gemeinden 1834 bis 1967. Wiesbaden: Hessisches Statistisches Landesamt, 1968. Weitere Quellen: LAGIS; Stadt Hünfeld; Zensus 2011 |                                            |                                            |                                            |                                            |

Einwohnerstruktur 2011
Nach den Erhebungen des Zensus 2011 lebten am Stichtag, dem 9. Mai 2011, in Rückers 459 Einwohner. Darunter waren 3 (0,7 %) Ausländer.
Nach dem Lebensalter waren 87 Einwohner unter 18 Jahren, 189 zwischen 18 und 49, 108 zwischen 72 und 64 und 66 Einwohner waren älter.
Die Einwohner lebten in 174 Haushalten. Davon waren 39 Singlehaushalte, 51 Paare ohne Kinder und 69 Paare mit Kindern, sowie 9 Alleinerziehende und 6 Wohngemeinschaften. In 30 Haushalten lebten ausschließlich Senioren und in 129 Haushaltungen lebten keine Senioren.

## Religion

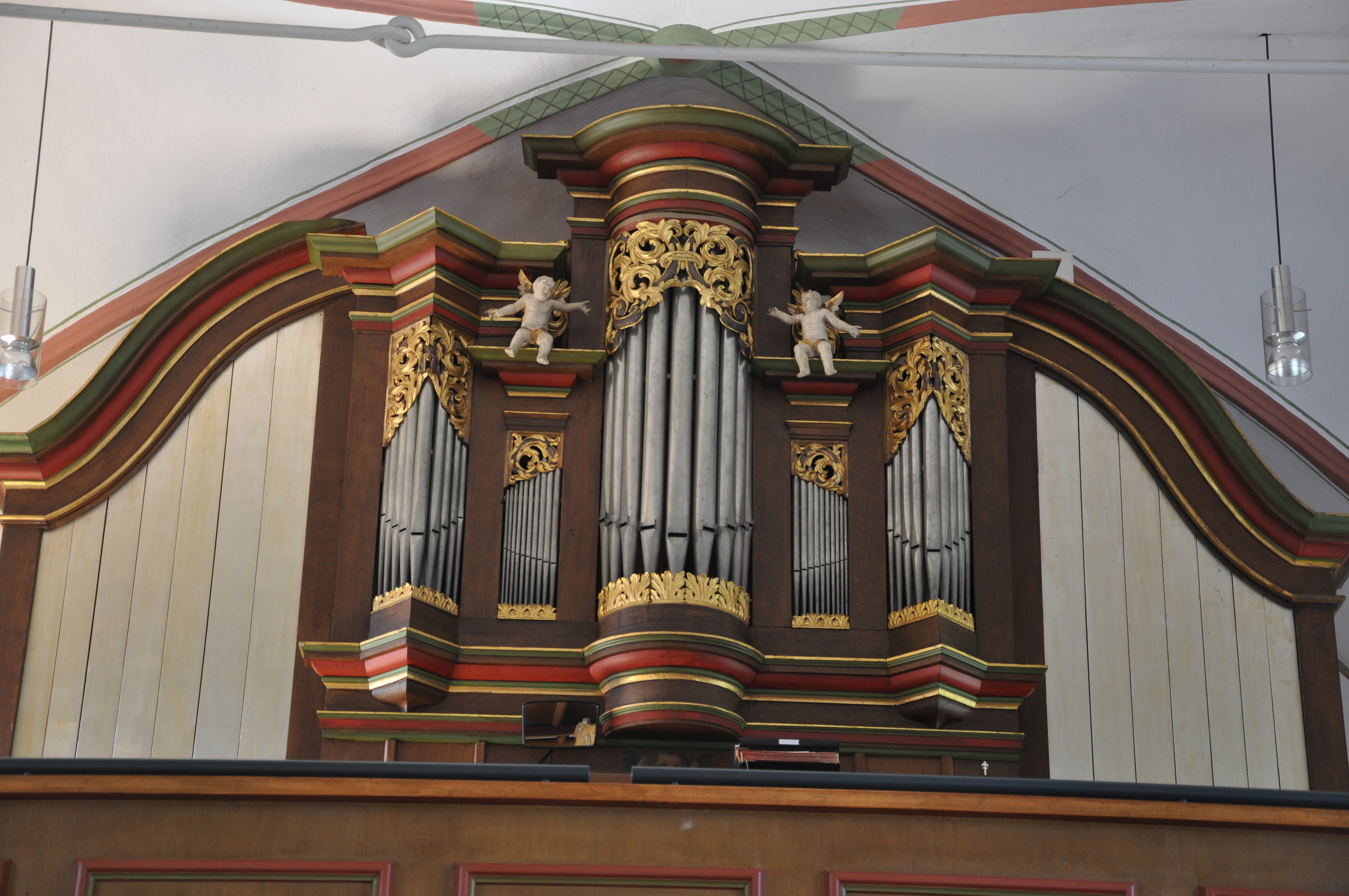
Die Orgel (oberer Teil) in der katholischen St.-Anna-Kirche in Hünfeld-Rückers

Die katholische Kirche Sankt Anna ist eine Filialkirche der Pfarrei St. Jakobus Hünfeld und gehört organisatorisch zum Pastoralverbund St. Benedikt, Hünfelder Land.
Historische Religionszugehörigkeit
| • 1885: | 19 evangelische (= 6,79 %), 261 katholische (= 93,21 %) Einwohner  |
| • 1961: | 42 evangelische (= 11,93 %), 310 katholische (= 88,07 %) Einwohner |

## Politik
Für Rückers besteht ein Ortsbezirk (Gebiete der ehemaligen Gemeinde Rückers) mit Ortsbeirat und Ortsvorsteher nach der Hessischen Gemeindeordnung. Der Ortsbeirat besteht aus sieben Mitgliedern. Bei den Kommunalwahlen in Hessen 2021 betrug die Wahlbeteiligung zum Ortsbeirat 64,74 %. Alle Kandidaten gehörten der „Bürgerliste Rückers“ an. Der Ortsbeirat wählte Alexander Gradl zum Ortsvorsteher.